# Вильнёв-ла-Конталь
Вильнёв-ла-Конта́ль (фр. Villeneuve-la-Comptal) — коммуна во Франции, находится в регионе Лангедок — Руссильон. Департамент коммуны — Од. Входит в состав кантона Южный Кастельнодари. Округ коммуны — Каркасон.
Код INSEE коммуны — 11430.

## Население
Население коммуны на 2008 год составляло 1208 человек.
| 1962 | 1968 | 1975 | 1982 | 1990 | 1999 | 2008 |
| ---- | ---- | ---- | ---- | ---- | ---- | ---- |
| 323  | 345  | 603  | 903  | 1053 | 1025 | 1208 |

## Экономика
В 2007 году среди 747 человек в трудоспособном возрасте (15—64 лет) 537 были экономически активными, 210 — неактивными (показатель активности — 71,9 %, в 1999 году было 69,0 %). Из 537 активных работали 487 человек (268 мужчин и 219 женщин), безработных было 50 (21 человек и 29 женщин). Среди 210 неактивных 55 человек были учениками или студентами, 94 — пенсионерами, 61 были неактивными по другим причинам.